# Адлер, Майкл Джонатан
Майкл Джонатан Адлер (англ. Michael Jonathan Adler) — американский дипломат.

## Биография
Окончил Помона-Колледж со степенью бакалавра в 1986 году, а позже получил степень магистра в Стэнфордском университете. До прихода на дипломатическую службу Адлер жил в Нигерии и работал в Агентстве США по международному развитию. 

### Карьера
Адлер поступил на дипломатическую службу в Государственный департамент в 1992 году. В первое время работал в Управлении по региональным вопросам Бюро по делам Ближнего Востока, а после в качестве заместителя политического советника Посольства США в Ираке и сотрудника по политическим вопросам в Посольстве США в Боснии и Герцеговине и в Миссии США при ООН. Он также служил в дипмиссиях США во Франции и Катаре, а также в Оперативном центре Госдепартамента США. Занимал должность заместителя главы дипмиссий США в Ливане и Кувейте.
- В 2010–2011 годах — политический советник в Посольстве США в Афганистане.
- В 2018–2019 годах — директор Управления по делам Афганистана. До этого занимал должность директора Управления по делам Ближнего Востока в Бюро разведки и исследований, работа в Бюро по военно-политическим вопросам и по делам Ближнего Востока.
- С 27 июня по 18 ноября 2019 года — исполняющий обязанности заместителя помощника государственного секретаря по Афганистану в Бюро по делам Южной и Центральной Азии[2].
- В 2019–2021 годах — сотрудник Совета национальной безопасности Белого дома, директор по Афганистану, затем заместитель старшего директора по Южной Азии.

26 января 2022 года президент США Джо Байден объявил о своем намерении назначить Адлера новым послом США в Южном Судане. 14 июля 2022 года его кандидатура была утверждена Сенатом. Адлер был приведён к присяге в качестве Чрезвычайного и полномочного посла США в Южном Судане 10 августа заместителем госсекретаря США Венди Шерман, и вручил свои верительные грамоты 24 августа президенту Южного Судана Салве Кииру.